# グリーンビル郡 (サウスカロライナ州)
座標: 北緯34度53分 西経82度22分 / 北緯34.89度 西経82.37度
グリーンビル郡（英: Greenville County）は、アメリカ合衆国のサウスカロライナ州にある郡。郡庁所在地はグリーンビルで、周辺の郡とグリーンビル・アンダーソン・モールディン都市圏を形成する。人口は52万5534人（2020年）で、州内最大である。

## 地理
国勢調査局によると、この郡の総面積は2059.0平方キロ（795平方マイル）で、うち2046.1平方キロ（790平方マイル）が陸地、総面積の0.61%にあたる12.9平方キロ（5平方マイル）が水域となっている。
隣接する郡
- ヘンダーソン郡 (ノースカロライナ州)（北）
- ポーク郡 (ノースカロライナ州)（北東）
- スパータンバーグ郡（東）
- ローレンス郡（南東）
- アベビル郡（南）
- アンダーソン郡（南西）
- ピケンズ郡（西）
- トランシルベニア郡 (ノースカロライナ州)（北西）

## 人口動態
2000年の国勢調査時点で、この郡には39万5357人、14万9556世帯、10万1997家族が暮らしている。人口密度は1平方キロあたり186人で、平方マイルに換算すると480人となる。住居数は16万2803軒で、1平方キロに平均80軒（1平方マイルあたりでは206軒）が建っていることになる。住民のうち白人は77.53%、アフリカ系は18.30%、ネイティブ・アメリカンは0.19%、アジア系は1.38%、太平洋諸島系は0.05%、その他の人種は1.42%、混血は1.14%、ヒスパニック（ラテン系）は3.76%を占める。19.6%がアメリカ系、10.8%がイングランド系、9.2%がドイツ系、8.9%がアイルランド系で、93.2%が英語、3.9%がスペイン語を母語とする。

2000年国勢調査の結果をもとに作成した郡の人口ピラミッド

14万9556世帯のうち31.9%は18歳未満の子どもと暮らしており、52.3%は夫婦で生活している。12.3%は未婚の女性が世帯主であり、31.8%は家族以外の住人と同居している。26.8%が独り身世帯で、8.5%を独居老人の世帯が占める。1世帯あたりの平均構成人数は2.47人、家庭の平均構成人数は3.00人である。
住民のうち24.6%が18歳未満の未成年、9.6%が18歳以上24歳以下、31.2%が25歳以上44歳以下、22.8%が45歳以上64歳以下、11.7%が65歳以上となっており、平均年齢は36歳である。女性100人に対して男性が94.8人いる一方、18歳以上の女性100人に対しては91.6人いる。
一世帯あたりの平均収入は4万1149米ドル、家族ごとでは5万332米ドルである。男性の平均収入は3万7313米ドル、女性の平均収入は2万6034米ドルで、労働者でない人々も含めた住民一人当たりの収入は2万2081米ドルとなる。総人口の10.5%、家族の7.9%、18歳未満の子どもの13.2%、および65歳以上の高齢者の10.6%は貧困線以下の収入で生計を立てている。

## 都市

### 市町村
- グリーンビル
- グリア（スパータンバーグ郡にまたがる）
- モールディン
- シンプソンビル
- ファウンテンイン（en:Fountain Inn, South Carolina、ローレンス郡にまたがる）
- トラベラーズレスト（en:Travelers Rest, South Carolina）

### 非法人コミュニティ
- ベリア
- ブルーリッジ (Blue Ridge)
- シティビュー (en:City View, South Carolina)
- ドゥニーン (en:Dunean, South Carolina)
- ファイブフォークス (en:Five Forks, South Carolina)
- ギャント
- ゴールデングローブ (en:Golden Grove, South Carolina)
- ジャドソン (en:Judson, South Carolina)
- パーカー
- ピードモント (en:Piedmont, South Carolina)
- サンスーシ (en:Sans Souci, South Carolina)
- スレイター＝マリエッタ (en:Slater-Marietta, South Carolina)
- テイラーズ
- タイガービル (en:Tigerville, South Carolina)
- ウェイドハンプトン
- ウェルカム (en:Welcome, South Carolina)